# Тиран техаський
Тиран техаський (Tyrannus couchii) — вид горобцеподібних птахів родини тиранових (Tyrannidae). Мешкає в США, Мексиці і Центральній Америці. Вид названий на честь американського офіцера і натураліста Даріуса Коуча.

## Опис

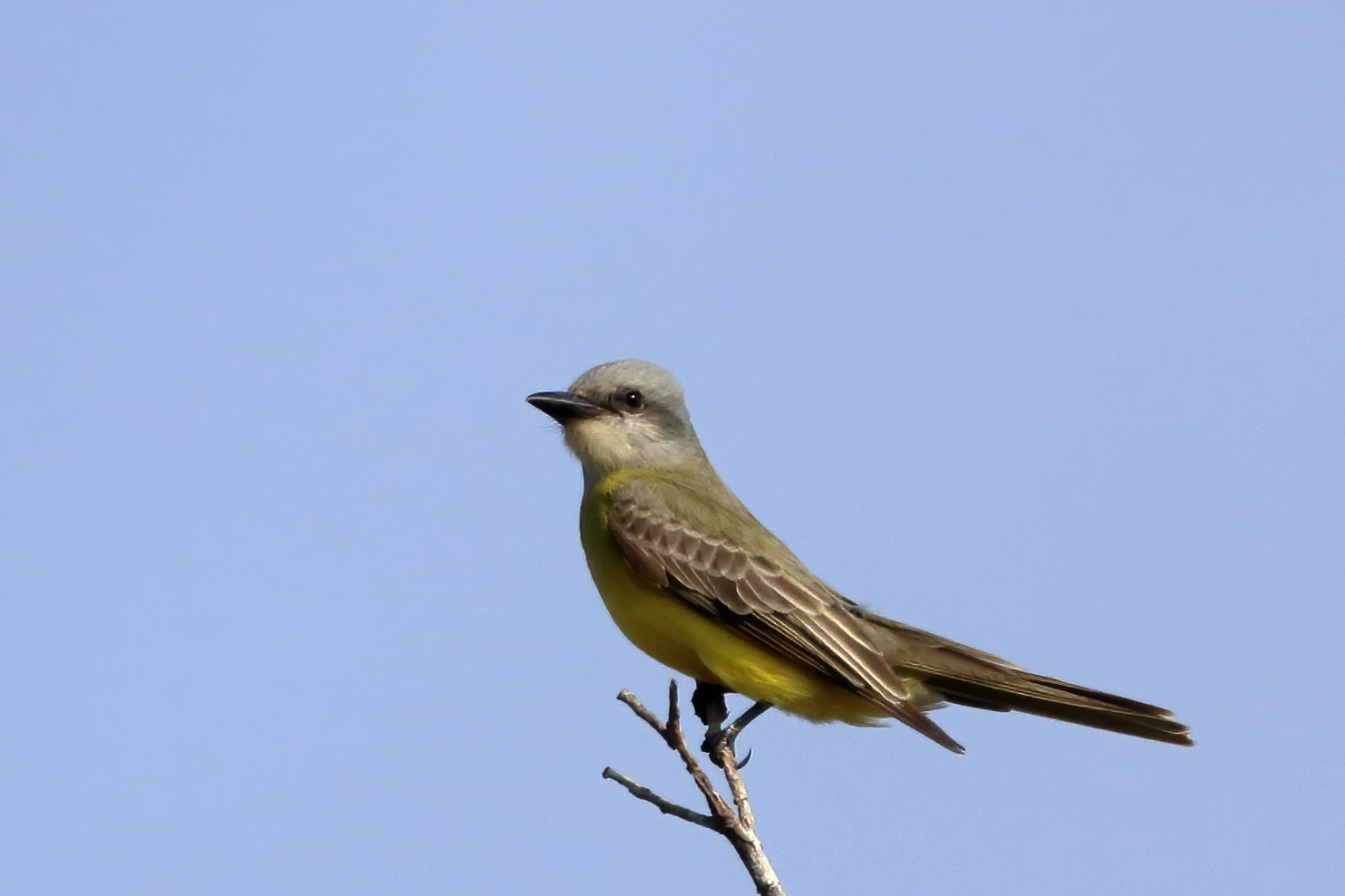
Техаський тиран

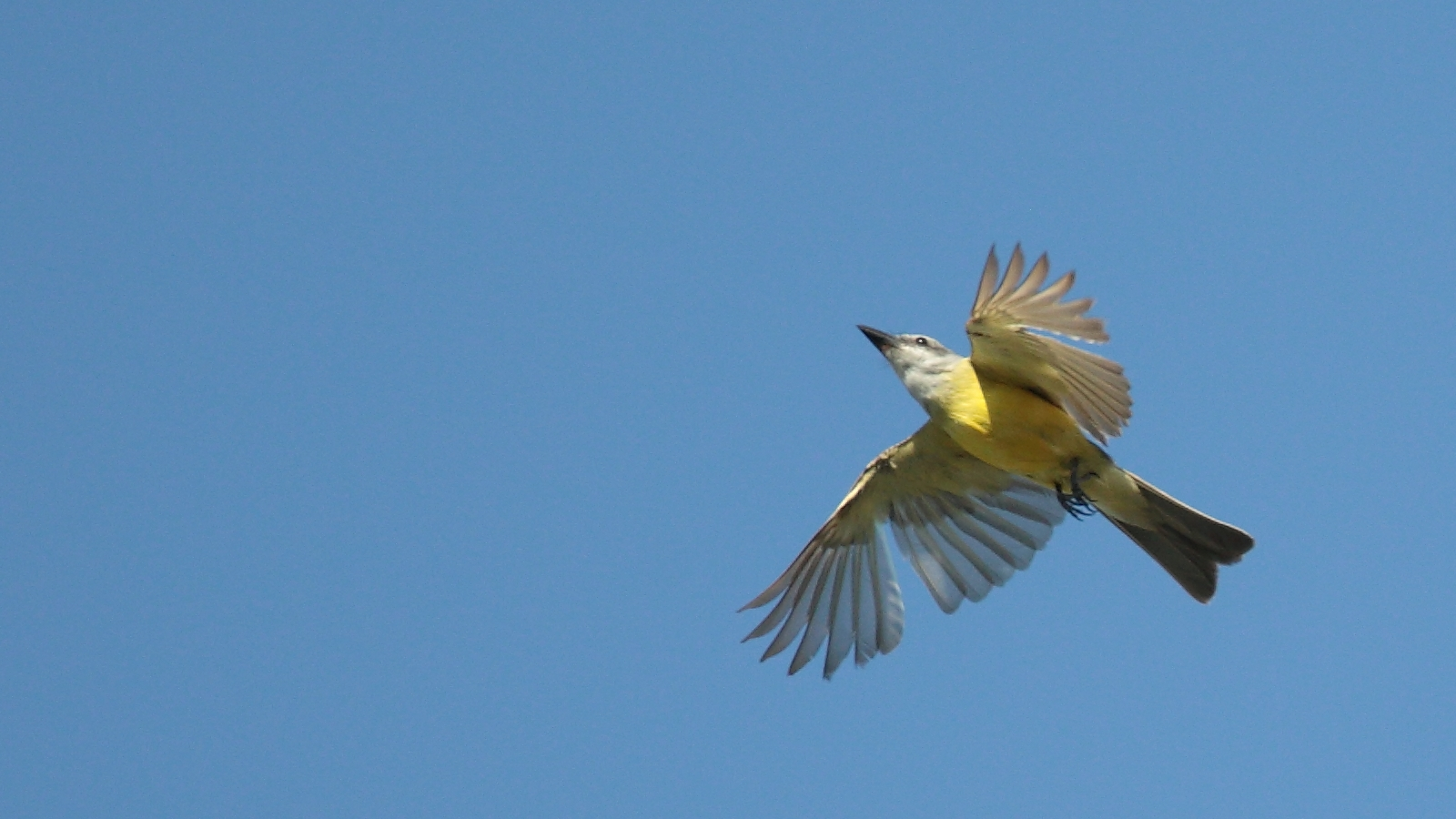
Техаський тиран в польоті

Довжина птаха становить 20-24 см. Голова блідо-сіра, на обличчі чорнувата "маска". Верхня частина тіла сірувато-оливкова, крила коричневі, хвіст родзвоєний, коричневий. Горло бліде, нижня частина тіла яскраво-жовта. У молодих птахів нижня частина тіла більш коричнева, крила мають бліді края. Дзьоб темний, міцний.

## Поширення і екологія
Техаські тирани мешкають в нижній течії Ріо-Гранде на півдні Техасу, на сході Мексики (на узбережжі Мексиканської затоки та на півострові Юкатан), в Белізі і північній Гватемалі. Вони живуть у вологих і сухих рівнинних тропічних лісах, на узліссях і галявинах, в ріколіссях, сухих і вологих чагарникових заростях, на плантаціях, в парках і садах. Віддають перевагу місцевостям на берегах річок. Зустрічаються на висоті до 1000 м над рівнем моря.

## Поведінка
Техаські тирани живляться комахами та іншими безхребетними, на яких вони чатують, сидячи на високо розташованій гілці, іноді доповнюють свій раціон дрібними ягодами і насінням. Сезон розмноження триває з березня по серпень. Гніздо чашоподібне, неглибоке, робиться з гілочок, листя, моху і кори, встелюється м'яким матеріалом, розміщується на горизонтально розташованій гілці, на висоті від 2,5 до 7,5 м над землею. В кладці 3-4 рожевуватих яйця, поцяткованих темно-коричневими і блідо-пурпуровими плямками. Інкубаційний період триває приблизно 2 тижні, пташенята покидають гніздо через 2-3 тижні після вилуплення. Техаські тирани агресивно захищають свою територію навіть від птахів, більших за них самих.